# Аметов, Ирфан Ибрагимович
Ирфан Ибрагимович Аметов (род. 3 февраля 1980, Шамалды-Сай, Ошская область) — украинский и российский футболист, футбольный тренер.

## Биография
Ирфан Аметов родился 3 февраля 1980 года в посёлке Шамалды-Сай (ныне в составе Таш-Кумырского горсовета Джалалабадской области).

### Карьера игрока
Начинал свою карьеру в российском клубе второго дивизиона «Моздок». В 2001 году Аметов перешёл в симферопольскую «Таврию», однако за два года нахождения в команде не сыграл за неё ни разу. Всё это время Аметов на правах аренды выступал в командах «Динамо» (Симферополь) и «Полесье» (Житомир).
С 2003 года игрок выступает в чемпионате Эстонии. За это время Аметов несколько раз становился призёром местного первенства. В последние годы карьеры играл за любительские клубы Эстонии, а также за футзальные клубы.
Выступал за непризнанную ФИФА сборную крымских татар в неофициальных матчах. В её составе он участвовал на чемпионате NF-Board в Северном Кипре.

### Карьера тренера
В сентябре 2017 года назначен главным тренером клуба «Калев» (Силламяэ) после отставки Вадима Добижи. В 2018 году ушел из клуба и создал свой клуб «Силламяэ».
30 мая 2019 года стало известно, что в связи с обманом и попыткой повлиять на судей — Эстонским футбольным союзом был дисквалифицирован на четыре года.

## Достижения
- Серебряный призёр Чемпионата Эстонии: 2006, 2009
- Бронзовый призёр Чемпионата Эстонии: 2005